# Église Saints-Pierre-et-Paul de Vorges-les-Pins
Pour les articles homonymes, voir Église Saints-Pierre-et-Paul.
L’église Saints-Pierre-et-Paul de Vorges-les-Pins est une église, protégée des monuments historiques, située à Vorges-les-Pins dans le département français du Doubs.

## Histoire
L'église est construite en 1825.
L'église Saints-Pierre-et-Paul fait l’objet d’une inscription au titre des monuments historiques depuis le 8 juin 1926.

## Rattachement
L'église fait partie de la paroisse du Notre Dame du Mont (Grandfontaine) qui est rattachée au diocèse de Besançon.

## Mobilier
L'église possède une cloche en bronze du XVe siècle, classée à titre objet des monuments historiques.